# Vattusaaret (ö i Södra Savolax, S:t Michel, lat 61,63, long 27,81)
Vattusaaret är en ö i Finland. Den ligger i sjön Saimen och i kommunen Sankt Michel i den ekonomiska regionen  S:t Michel och landskapet Södra Savolax, i den södra delen av landet, 220 km nordost om huvudstaden Helsingfors. Öns area är 5,6 hektar och dess största längd är 420 meter i sydöst-nordvästlig riktning.  Notera att namnet antyder att det är fråga om flera öar.